# Descoperirea misterioasă
Descoperirea misterioasă (titlul original: în rusă Таинственная находка, transliterat: Tainstvennaia nahodka) este un film dramatic de aventură sovietic, realizat în 1953 de regizorul Boris Buneev, protagoniști fiind actorii Valentin Graciov, Ekaterina Savinova și Andrei Petrov.

## Rezumat
Câțiva școlari din satul polar Rîbaci au găsit într-o cavernă o armă veche, care a fost motivul organizării unei expediții pentru a colecta informații despre viața eroului național Guriy Gagarka. Acesta în timpul războiului din Crimeea, cu prețul vieții sale, a blocat o fregată engleză, care le-a permis apărătorilor să adune o trupă de oameni și să respingă atacul în vederea debarcării britanicilor.

## Distribuție
- Valentin Graciov – Vasia Golovin, școlar neglijent
- B. Dorohov – Andrei, redactorul gazetei de perete a școlii „Ghimpele”
- Aleksandr Pokrovski – Stiopa Brusnicikin
- A. Șmurakova – Liuda, grădinăreasa școlii
- V. Pricestniaev – Kostia, fratele ei
- V. Jukov – Egor, președintele echipei „îngrijitorii de animale”
- Ekaterina Savinova – Ekaterina Sergheevna Sotnikova, profa de istorie
- Andrei Petrov – Aleksei Golovin, fratele mai mare al lui Vasia, căpitanul traulerului „Gloria”
- Aleksandr Susnin – Anton, conducătorul pionierilor
- Aleksei Gribov – Nikanor Sarvanov, narator popular
- Mihail Gluzski – Serghei Cernîșiov, botanist și crescător, fost partizan
- Ghennadi Iudin – Guri Gagarka, timonierul care a devenit erou național
- Aleksei Alekseev – Stepan Golovin, comandantul miliției Rîbaciului
- Evgheni Teterin – căpitanul fregatei engleze, „Miranda”
- Nikolai Grabbe – ofițerul pe fregata engleză
- Gheorghi Gumilevski – Prohor Brusnicikin, boțmanul pe traulerul „Gloria”
- Igor Beziaev – Nikanor Sarvanov, campion la curse de reni

## Lansare
A fost lansat în anul 1954 și a avut parte de succes comercial, fiind vizionat de 13,0 milioane de spectatori în cinematografele din Uniunea Sovietică.